# Elsa Cruus
Elsa Cruus af Edeby, född mars 1631 i Husby församling, Södermanlands län, död 9 maj 1716 i Gryts församling, Södermanlands län, var en svensk hovfunktionär.

## Biografi
Elsa Cruus af Edeby föddes 1631 på Lundby i Husby socken. Hon var dotter till Jesper Andersson Cruus af Edeby och Ingeborg Ryning. Elsa Cruus blev 1648 hovjungfru hos drottning Kristina och 1680 hovmästarinna hos drottning Ulrika Eleonora den äldre. Hon avled 1716 på Ånhammar i Gryts socken och begravdes 5 september samma år i Aspö kyrka.

### Egendom
Cruus skänkte 20 oktober 1712 Säby gods i Aspö socken till sin sonhustru, friherrinnan Anna Catharina Wrangel, som gjorde det till fideikommiss för friherrliga ätten Wrangel af Lindeberg.

### Familj
Cruus gifte sig 17 december 1654 i Stockholm med Bonde, son till Karl Bonde. Bonde var änkling efter friherrinnan Ebba Leijonhufvud (1622–1651). Cruus och Bonde fick tillsammans barnen lagmannen Christer Bonde (1655–1712) i Värmlands lagsaga, kaptenen Carl Bonde (1656–1689) vid engelska flottan, Ingeborg Bonde (1657–1669) och Ebba Catharina Bonde (1658–1663).